# Zizeeria oblongata
Zizeeria oblongata är en fjärilsart som beskrevs av Kurihara 1948. Zizeeria oblongata ingår i släktet Zizeeria och familjen juvelvingar. Inga underarter finns listade i Catalogue of Life.